# كهف قاسم
كهف كيسيم (بالعبرية: קסם) كهف قاسم هو موقع أثري من العصر الحجري القديم السفلي، اكتشف في عام 2000، وبدأت أعمال الاستكشافات في عام 2004،  ويقع قرب مستوطنة رأس العين على بعد 12 كم شرق تل أبيب، كان البشر يسكنون الموقع في وقت مبكر وذلك قبل 382000 إلى 200,000 سنة، وقد جذب الكهف اهتماماً كبيراً في ديسمبر عام 2010 عندما كشفت تقارير من أن علماء آثار إسرائيليين وإسبان وجدوا أقرب دليل حتى الآن على البشر المعاصرين. وفي حال تأكد ذلك، فإن النتيجة قد تؤدي إلى تغير في النظريات السائدة حالياً عن نشأة الإنسان، ويمكن اعتماداً على الأدلة الجديدة أن ترجع نشأة الإنسان المعاصر إلى بلاد الشام بدلاً من أفريقيا. ورغم ذلك، فقد شكك العديد من علماء الإنسان في هذا الادعاء، والذي يستند إلى تلك الأدلة الحديثة.
قبل اعلان الاكتشافات، تم العثور على بقايا تعود للإنسان العاقل القديم، وقد أعلن فريق بجامعة تل أبيب عن العثور على أسنان بكهف قسم تعود إلى 400.000 سنة مضت، وهي تشبه بقايا أخرى للإنسان الحديث عثر عليها في إسرائيل، ويؤكد علماء الآثار الإسرائيليون على الحاجة إلى إجراء المزيد من الأبحاث لتأكيد النتائج التي توصلوا إليها.
ظهر في تحليل سابق لتقرير الأثريين الإسرائيليين عن أدلة تؤكد ظهور التعاون بين جماعات الإنسان الأول أثناء عمليات الصيد واختيار الضحية وقيام شخص معين بعملية الذبح، ثم نقلها لمكان الإقامة ومشاركة الجماعة في الطبخ والأكل.

## وصف الكهف

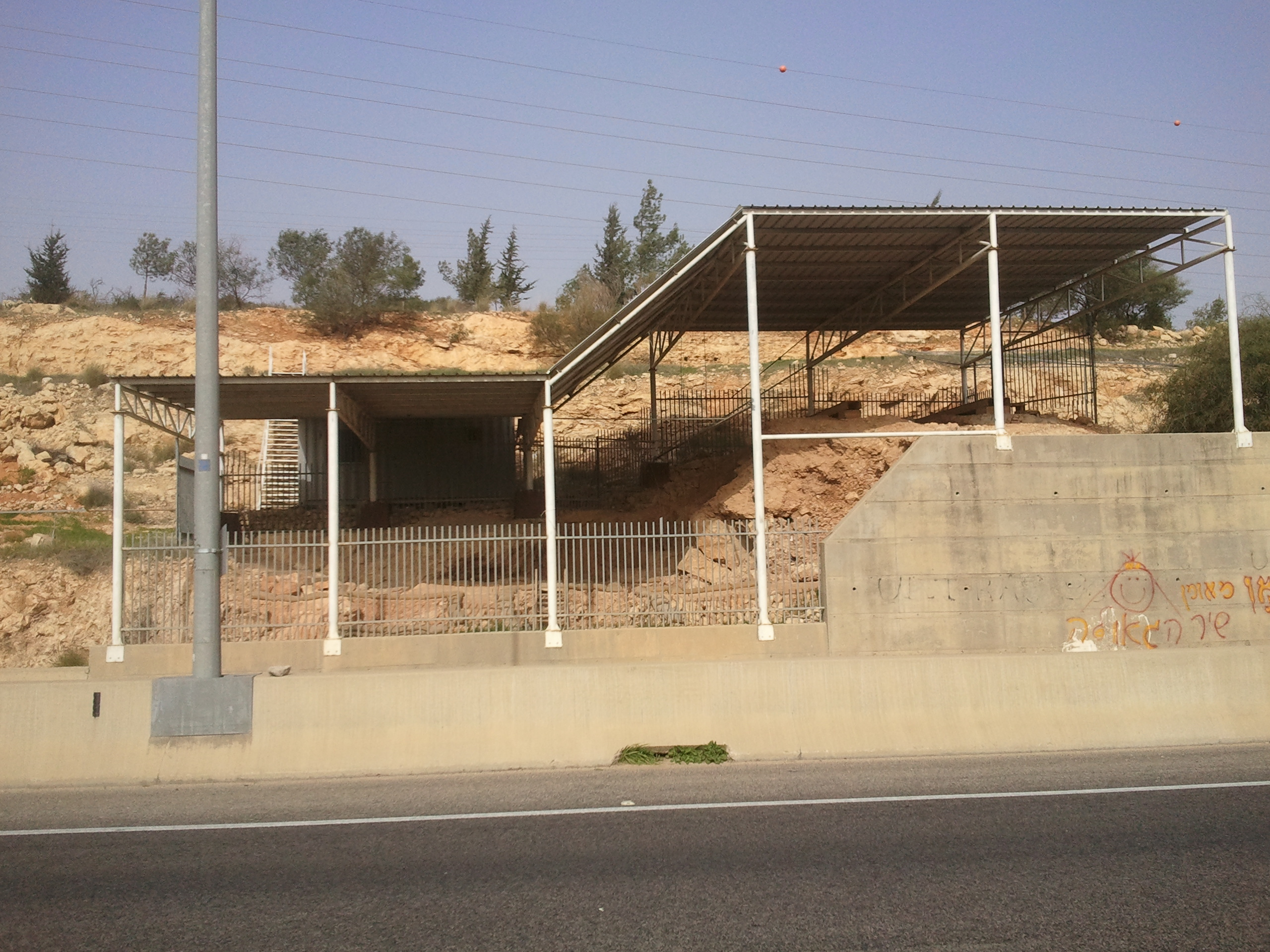
مدخل المغارة كما يظهر على يمين طريق 5

يتكون الكهف من الحجر الجيري ويقع على الحافة الجبلية الغربية ما بين الضفة الغربية والسهل الساحلي الفلسطيني. ويرتفع 90 متراً فوق سطح البحر.
يصل عمق الكهف إلى 7.5 متر، وينقسم إلى طبقتين: الطبقة العليا بسمك 4.5 متر، والسفلى بسمك 3 أمتار، وقد واحتوى الكهف على أدوات حجرية وبقايا حيوانات.
عثر على الكهف في أكتوبر 2000 عندما تدمر جزء من الطريق. وتم استخراج حفريتين في 2001، وحالياً فإن الموقع محمي، وتم تغطيته وانشاء سور خارجي تمهيداً لعمليات التنقيب.